# Chinatown (Liverpool)
Chinatown w Liverpoolu – dzielnica chińska znajdująca się na terenie miasta Liverpool. Uznawana za najstarszą dzielnicę chińskiej diaspory w europejskich miastach (pierwsi osadnicy przybyli w roku 1834). Przy wejściu do niej znajduje się bogato zdobiony łuk (Chinatown Gate), największy tego typu poza terenem Chin. 